# 曹金生
曹金生，臺灣本省人，中華民國空軍少將暨軍法官，畢業於政戰學校28期法律系，2008年由總統陳水扁晉升少將，成為少數臺灣本省籍將領之一，曾任國防部最高軍事法院檢察署檢察長與國防部南部地區法律服務中心主任。

## 學經歷
- 國防大學管理學院法學碩士，2008年1月1日由陳水扁晉任少將，曾任中華民國國防部高等軍事法院檢察署主任檢察官[1]。
- 2014年10月31日退伍

## 服務成績
- 擔任軍事檢察官的生涯中，曾法辦過最高軍階的軍官為中將[2]。
- 針對軍檢署偵辦洪仲丘事件案，為本案發言，特定用詞引來網友及媒體之議論。

## 洪仲丘事件
2013年洪仲丘事件爆發後，為最高軍事法院檢察署對外發言，多次上電視節目表示意見。
曹不斷重複同樣語句，被批為「跳針」；不肯正面回答問題，被批為「空玄」；還疑似詞窮，直接掛掉扣應電話，被譏為「中途離開」（簡稱「中離」）。
另外，由於其在三立電視臺發言時，以中華民國國軍慣例，尊稱其他名嘴為「學長」：「學長，請容許我解釋，學長......」，成為網友開玩笑的對象，也開始互稱「學長」。有網友以此惡搞製作，將其發言剪接，與知名女歌手謝金燕的電音舞曲《姐姐》合成為《學長也跳針》一曲，加以諷刺，因而又稱「曹姐姐」。
針對網友、媒體的批判，最高軍事檢察署檢察長曹金生：「我就不再用，上限、中限、下限，不設限的這些字眼了，你們都把我錄起來了，收集起來了，謝謝各位，我都欣欣（然）接受各位指教。」

## 發言紀錄
- 最高軍事法院檢察署檢察長曹金生於2013年7月18日晚間表示，只要洪仲丘案有人願意出來舉報，提供更多線索，他可以保證安全。[9]之後，2013年7月22日，最高軍事法院檢察署檢察長曹金生強調：「我要信誓旦旦地說，他（檢舉人）的安全，我一定負責到底。」為了保護提供線索的檢舉人安全，他已經指派了部分憲兵隊，備妥相關處所，只要未來有具體個案，一定妥善安置檢舉人，並且，他將親自指派相關軍事檢察官，隨時查訪檢舉人的安全。[10]
  - 洪仲丘同袍劉烜揚於2013年7月23日說，「胡扯啊，說要派憲兵，哪來那麼多憲兵，那個曹金生不是說要派憲兵保護這些證人，根本沒有啊」；2013年7月24日再向最高軍檢署檢察長曹金生喊話，「憲兵在哪？只有派出所所長有來關心我耶～外星人！」(立法委員蔡其昌提及，接到「高利貸業者」爆料有人要「處理掉」劉烜揚。同時，劉烜揚稱近日接到沒有顯示號碼的電話，而最近講電話回音很重，懷疑被竊聽。[11]「壹電視」報導，詢問劉烜揚之結果，表示軍方一直承諾會提供安全保護，但根本都沒有。)[12][13]

- 最高軍事法院檢察署檢察長曹金生2013年7月23日上午在立法院激昂地說：「說他（洪仲丘）被集體虐殺、說他（洪仲丘）被灌水，對於我們專案小組來講，又何其沉重？」曹金生表示，經過查證相關事實，「沒有這樣的情形，如此渲染、混淆視聽，試問這對往生者，還有往生者家屬情何以堪？」[14]
  - 關於洪仲丘被灌水疑雲，最高軍事法院檢察署檢察長曹金生於2013年7月23日稱交由桃園地檢署調查[2]。

- 「被突襲了」: 2013年7月31日，根據「東森新聞」報導，曹金生電話受訪說，「我們被她突襲了，她這個新拿出來的東西，我們得進一步去查證，有沒有這回事，我們會去查證，吳翼竹有沒有這樣說，這個我們都未定數，尊重她的意見」[15]。

- 軍高檢發言人曹金生2日說，歡迎名嘴法庭上說清楚。張友驊再度怒嗆曹金生：「你敢傳(訊)我你試試看，你憑什麼把名嘴叫到庭上說，你是我的長官嗎？你有沒有法律知識、常識？」張友驊信心滿滿的繼續嗆曹金生：「你不是我的對手，你也不是那個咖！陳水扁告我16次官司我都不怕了，我還怕你曹金生？你敢傳我，我就佩服你。」[16]。

## 著作
- 《法官刑罰裁量權之探討》[17]
- 《刑事辯護制度實踐及因應之研究》[18][19][20]

## 家庭
曹育有一子一女，女兒名曹菀琳，為凱渥經紀公司模特兒。

## 註解
1. ↑  尖端科技軍事新聞電子報
2. 1 2  .   [2013-07-23]. （原始内容存档于2013-07-26）.
3. ↑  .   [2013-07-23]. （原始内容存档于2013-07-25）.
4. ↑  曹金生發言「空玄」　家屬批難認同  的存檔，存档日期2013-07-25.
5. ↑  《54新觀點》2013 07 18_03曹金生中離
6. ↑  .   [2013-07-23]. （原始内容存档于2013-07-27）.
7. ↑  .   [2013-07-23]. （原始内容存档于2013-07-26）.
8. ↑  2013年07月23日 下午21:16 TVBS-N 新聞[]
9. ↑  .   [2013年7月23日]. （原始内容存档于2013年7月22日）.
10. ↑  .   [2013-07-23]. （原始内容存档于2015-02-13）.
11. ↑  .   [2013年7月23日]. （原始内容存档于2013年7月25日）.
12. ↑  .   [2013年7月23日]. （原始内容存档于2016年3月4日）.
13. ↑  .   [2013年7月25日]. （原始内容存档于2013年7月25日）.
14. ↑  .   [2013年7月23日]. （原始内容存档于2013年7月25日）.
15. ↑  .   [2013-08-04]. （原始内容存档于2013-08-04）.
16. ↑  http://tw.news.yahoo.com/名嘴張友驊霸氣外露-怒嗆曹金生-你敢傳訊我試試看-005500871.html 的存檔，存档日期2013-08-08.
17. ↑  1996.07.01 軍法專刊／第 42 卷 第 7 期 ／8-21 頁
18. ↑  曹金生.  (PDF). 軍法專刊: 158–167.   [2013-07-23].[永久]
19. ↑  曹金生. . 軍法專刊: 259–273.
20. ↑  曹金生.  (PDF). 軍法專刊: 206–288.   [2013-07-23].[永久]
21. ↑  .   [2013-07-30]. （原始内容存档于2013-08-01）.